# غيلدير
غيلدير هي قرية في مقاطعة هريس، إيران. عدد سكان هذه القرية هو 809 في سنة 2006.